# Hanshagen (Upahl)
Hanshagen là một đô thị tại huyện Nordwestmecklenburg, bang Mecklenburg-Vorpommern, miền bắc nước Đức. Diện tích là 12,29 km², dân số thời điểm 31 tháng 12 năm 2009 là 410 người. Từ ngày 1 tháng 1 năm 2011, đô thị này thuộc xã Upahl.